# جيرمين براون (لاعب كرة قدم)
جيرمين براون (بالإنجليزية: Jermaine Brown)‏ (22 مارس 1985 في المملكة المتحدة - ) هو لاعب كرة قدم بريطاني في مركز حراسة المرمى. شارك مع منتخب جزر كايمان لكرة القدم. أما مع النوادي، فقد لعب مع Scholars International SC ‏.

## وصلات خارجية
- جيرمين براون (لاعب كرة قدم) على موقع قاعدة بيانات كرة القدم.إي يو (الإنجليزية)
- جيرمين براون (لاعب كرة قدم) على موقع ناشيونال فوتبول تيمز (الإنجليزية)
- جيرمين براون (لاعب كرة قدم) على موقع Soccerway.com (الإنجليزية)